# 安普弗科格爾山
46°59′47″N 10°54′48″E / 46.99639°N 10.91333°E

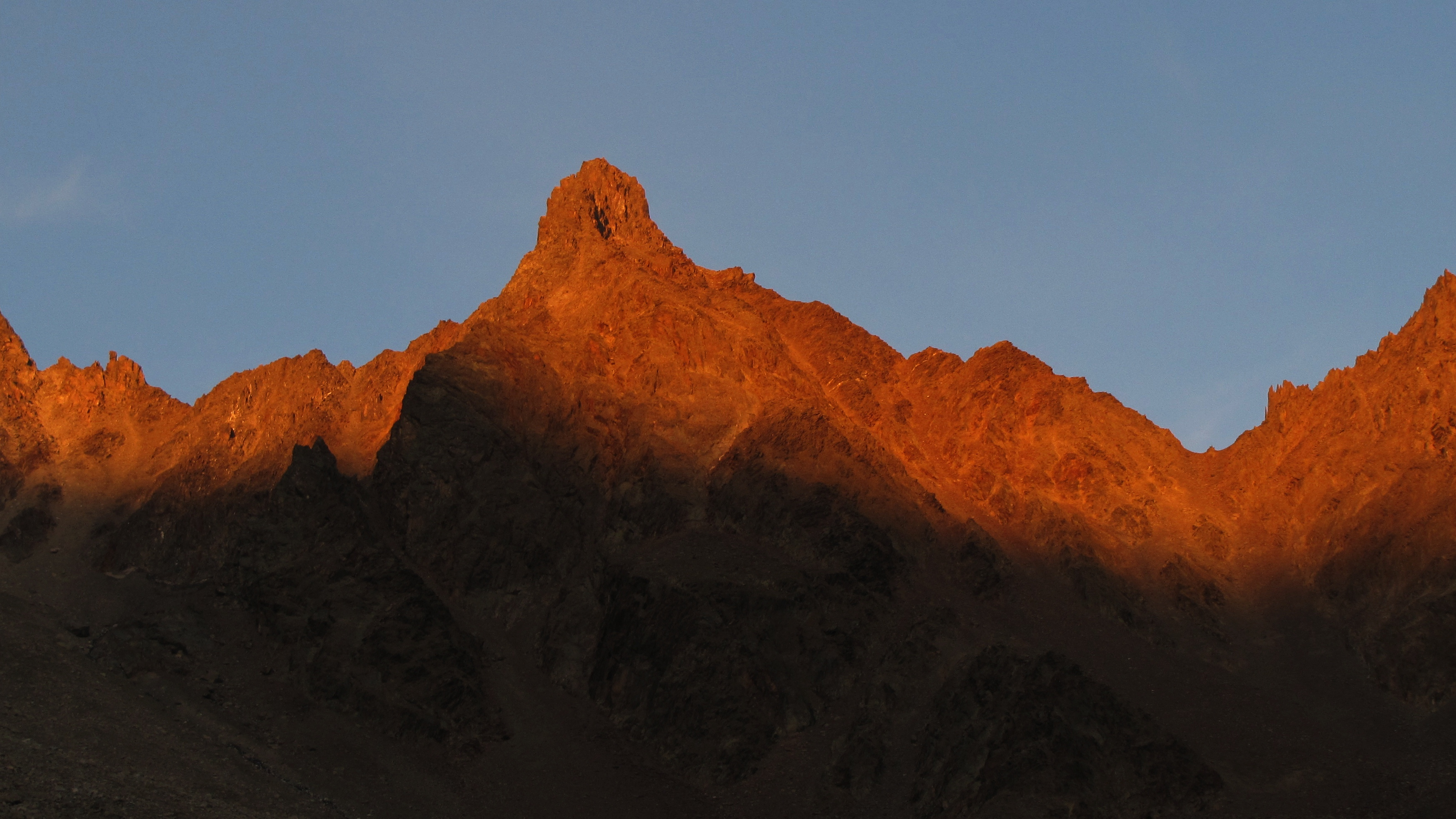

安普弗科格爾山（德語：Ampferkogel），是奧地利的山峰，位於該國西部，由蒂羅爾州負責管轄，屬於奧茨塔爾阿爾卑斯山脈的一部分，海拔高度3,183米，人類在1897年7月24日首次登頂。